# Wyspa Wilczka
Wyspa Wilczka (ros. Остров Вильчека) – rosyjska, niezamieszkana wyspa w archipelagu Ziemia Franciszka Józefa. Jest drugą najbardziej na południe wysuniętą wyspą tego archipelagu. Dalej znajduje się tylko mała wysepka Lamont (ros. остров Ламон).
W większości pokryta pokrywą lodowo-firnową. Najwyższy punkt wyspy (szczyt kopuły lodowej w północno-zachodniej części wyspy) wznosi się na wysokość 187 m n.p.m. Obszary wolne od lodu sięgają najwyżej do 42 m n.p.m. (w zachodniej części wyspy). Na jednym z takich obszarów w części południowej wyspy znajduje się stosunkowo duże jezioro, odwadniane uchodzącym do morza potokiem.
Wyspa Wilczka była pierwszym lądem w archipelagu Ziemi Franciszka Józefa, na której 1 listopada 1873 r. postawili stopę ludzie – członkowie austro-węgierskiej ekspedycji na szkunerze "Admiral Tegetthoff". Nazwę otrzymała na cześć głównego sponsora tej ekspedycji, hrabiego Jana Nepomucena Wilczka. 18 marca 1874 r. zmarł tu na szkorbut maszynista wspomnianego statku, Otto Krisch, pochowany następnie wśród skał w południowo-wschodniej części wyspy.
Wyprawa austro-węgierska pozostawiła w 1874 r. na wyspie zapieczętowaną kapsułę z opisem dokonanych odkryć. Kapsułę tę odnalazła 5 sierpnia 1991 r. niemiecka ekspedycja Arveda Fuchsa na statku „Dagmar Aaen”.
Od 1 stycznia 2006 r. administracyjnie należy (jak i cała Ziemia Franciszka Józefa) do rejonu primorskiego w obwodzie archangielskim.